# Староперуновська сільська рада
Староперуно́вська сільська рада (рос. Староперуновский сельский совет) — сільське поселення у складі Тальменського району Алтайського краю Росії.
Адміністративний центр — село Староперуново.

## Населення
Населення — 588 осіб (2019; 597 в 2010, 613 у 2002).

## Склад
До складу сільської ради входять:
| Населений пункт               | Населення, осіб (2002) | Населення, осіб (2010) |
| ----------------------------- | ---------------------- | ---------------------- |
| Воронежська-Молодіжна, селище | 182                    | 149                    |
| Староперуново, село           | 431                    | 448                    |